# Harmony Cats
Harmony Cats foi um girl group brasileiro de música disco que durou entre 1976 e 1986. Originalmente um quinteto, a formação mais popular do grupo consistia em um trio formado pelas cantoras Sylvia Cremona Marinho, Maria Amélia e Vivian Costa Manso.

## História

### Primeira fase
As Harmony Cats nasceram nos Estúdios Reunidos, em São Paulo, no ano de 1976. Eram cinco moças que faziam backing vocals para vários artistas brasileiros. Hélio Costa Manso, produtor e diretor artístico da RGE, irmão de Maria Amélia e marido de Vivian, teve a ideia de formar um grupo com cantoras e em 1976, elas iniciaram a carreira com o nome de "Bandits of Love". Na época em que a discoteca estava em alta, o grupo especializou-se em fazer versões em inglês de sucessos da MPB em ritmo de disco music.
Em 1976, lançou um compacto com as músicas "Cangaceiro" e Tristeza" e regravaram a música "Deixa", de Chico Buarque e Baden Powell, que foi o tema de abertura da novela Duas Vidas, de Janete Clair, na TV Globo. Logo depois, o grupo mudou de nome para Harmony Cats. Nos anos 70 era comum cantores brasileiros que adotavam seus nomes e letras de suas músicas em inglês, época que ficou conhecida como geração Made in Brazil. O produtor criou as Harmony Cats para ser um grupo "Made in Brazil" de Discoteca e os primeiros lançamentos eram compostos por uma série de pout pourri baseados em temas de filmes e clássicos do rock and roll de bandas como Creedence Clearwater Revival, Deep Purple, Led Zeppelin e Steppenwolf. O grupo obteve sucesso no Brasil e as cinco integrantes tiveram seu disco lançado na Europa e no Japão; Vivian afirma ter ouvido suas canções em discotecas da Espanha em 1977.
O grupo seguia o estilo do conjunto As Frenéticas (porém mais comportadas tanto nas letras quanto no figurino) com arranjos de música eletrônica, que utilizava os recursos mais modernos da época. Elas não tinham música próprias, só cantavam medleys (vários trechos de músicas em uma só faixa) e tiveram nesta época dois sucessos: "Night Fever, Stayin' Alive, You Should Be Dancin", "Nights on Broadway", "Jive Talking", "Lonely Days Lonely Nights", "If I Can't Have You", "Every Night Fever Medley" (formado somente com música do Filme Saturday Night Fever) e o "Every Night Fever" (formada por vários cantores). Um dos discos delas se chamou Harmony Cats - 200 Grandes Hits, ou seja era um disco com 200 trechos de músicas de sucessos.
Em 1978, foi lançado um compacto com o título de "Every Night Fever" que tinha na primeira faixa as canções: "Night Fever", "Stayin' Alive", "What's Your Name, What's Your Number", "Zodiacs", "Don't Leave Me This Way", "I'm Sagitarius", "I Can't Stand The Rain" e "Utopia". A faixa 2 era composta por "Utopia", "From Here To Eternity", "Star Wars", "Boogie Nights", "You Should Be Dancin'", "Nights On Broadway", "Jive Talkin'", "Lonely Days, Lonely Nights", "If I Can't Have You" e "Every Night Fever". Este medley com canções do Bee Gees entrou na trilha da novela Dancin' Days, sucesso da Rede Globo no mesmo ano.

### Segunda fase
Em 1980, o grupo virou um trio com Vivian, Maria Amélia e Sylvia Cremona, alcançando aí o estrelato. O grupo fez sucesso na TV apresentando-se no programa Qual é a Música?, de Silvio Santos, no início dos anos 80. O trio gravou em 1980 a versão "Felicidade (Margarida)", da música do grupo alemão Boney M, "A Terra do Faz de Conta", versão da música "Land of Make Believe", do grupo Bucks Fizz e "Ela Dança", versão de "Maniac", música da trilha de Flashdance. As músicas do grupo tinham letras de amor adolescente e belas mensagens, como por exemplo: Estrela Amiga, Margarida (Felicidade),  Every Nighits Fever (Pout Pourri), La Chica, Amigo é, A terra do faz de conta, Eu Amo Amar Você (esta com Gilliard), Trocas e baldrocas, Um viva às crianças, 40 Graus (Que calor de louco), Goodbye. O diferencial do grupo sempre foi a afinação das suas integrantes, os arranjos bem feitos e a qualidade técnica dos recursos utilizados.
O grupo viveu seu auge apresentando-se em programas como Cassino do Chacrinha, Geração 80, Fantástico, Barros de Alencar, Clube do Bolinha, Raul Gil, Sílvio Santos, Almoço com as estrelas, entre outros e fez turnês pelo Brasil e países como Estados Unidos e Canadá.
Em 1985, Maria Amélia saiu do grupo e foi morar nos Estados Unidos com o marido, em seu lugar entrou Rosecleide. Já era um indício do fim do grupo, que veio a se concretizar pouco tempo depois.

### Depois das Harmony Cats
- Vivian já havia participado de outros grupos musicais e participou da formação do grupo de Jovem Guarda "Sunday", em 1970, ao lado de Hélio Costa Manso (o cantor Steve MacLean, sucesso internacional e brasileiro, produtor e diretor da Som Livre por 30 anos, com quem casou-se em outubro de 1977 e teve dois filhos, Marina e Arthur). Em 1973, formou a dupla Nuvens com Maria Amélia e gravaram "Amar, sofrer e sonhar", que figurou na novela Carinhoso.[3] Helio assinaria a direção artística do compacto da Harmony Cats em 1978. A Banda Sunday tonou-se famosa nas domingueiras de São Paulo na década de 70, principalmente nos bailes do Círculo Militar. Depois do fim das Harmony Cats, o casal mudou-se para os Estados Unidos, onde Helio trabalhou para a Som Livre Internacional, lançando vários artistas internacionalmente, inclusive Xuxa. Participou do LP Brasileiro, de Sérgio Mendes, que ganhou o Grammy de 1993 na categoria World Music. De volta ao Brasil, eles reviveram a Banda Sunday e tocaram juntos em São Paulo, ao lado de Gel Fernandes (ex-Rádio Táxi) e Fabio Gasparini (ex-Magazine, compositor da música de "Eu sou boy" e "Tic nervoso"). O casal participou, no início dos anos 2000, do projeto do Hits Again, que reuniu os cantores brasileiros que gravaram em inglês na década de 70, o que os levou de volta aos shows e à TV. A Banda Sunday passou por transformações e veio a chamar-se Oldiesmobile. Quando se apresentava com algum músico amigo da década de 70, adotava o nome de O Círculo. Atualmente (2019), a banda voltou ao nome original, Sunday, sendo composta por Helio Costa Manso, Vivian Costa Manso e Alaor Checchia Coutinho e apresenta-se nas noites de São Paulo com um público fiel e amante da boa música. A Banda Sunday toca majoritariamente em inglês (mas também em italiano, espanhol e, claro, português) os sucessos dos anos 60, 70 e 80, tem páginas nas redes sociais.
- Sylvia em julho de 1981, casou-se com o cantor Gilliard, tendo dois filhos: Bruna e Sylvio (este seguindo hoje a carreira de cantor como Sylvio Marinho). Mora com o marido em São Paulo. Sylvia dublou a voz e canção da Magali em 1981 em As Aventuras da Turma da Mônica.
- Maria Aparecida de Souza e Rita Kfouri participaram em diversas canções do CD "Meu pé, meu querido pé", de Helio Ziskind, em 1997: no coro do tema de abertura do programa infantil da TV Cultura Castelo Rá-Tim-Bum, em canções do programa infantil Cocoricó, da mesma TV Cultura e na voz das passarinhas no quadro do Castelo Rá-Tim-Bum "Passarinho: Que som é este?". Atualmente, Maria Aparecida de Souza se chama Maria do Carmo Diniz, mais conhecida como Maria Diniz e fez vocais para Chiquititas, Carrossel e outras novelas infantis do SBT
- Cida e Rita também atuaram como compositoras de diversas músicas.
- Rita Kfouri participou do conjunto vocal Tom da Terra, formado em 1991, além de trabalhar como vocal do cantor de jazz Celso Pixinga[11] e da cantora Rita Lee.[12]  Participou do CD "Uma Canção para a Padroeira", em 2001, além de possuir diversos trabalhos na área musical e artística.
- Maria Amélia formou a dupla Nuvens com Vivian em 1973 e gravaram "Amar, sofrer e sonhar", que figurou na novela Carinhoso.[3] Ela cantou todas as músicas da Mônica, para o Mauricio de Sousa Produções. Dublou a voz e canções da Mônica em 1981 em As Aventuras da Turma da Mônica.[13] Saiu das Harmony Cats, do Mauricio de Sousa Produções e foi para os Estados Unidos com o marido. Separou-se e voltou ao Brasil. Atualmente, vive no interior de São Paulo cuidando de animais abandonados.
- Juanita (Maria Helena Violin) foi para a RCA e lá gravou 2 compactos; depois montou a dupla com Richard e fez sucesso com a canção: Guarde seu amor só para mim.
- Em 21 de setembro de 2019 as Harmony Cats se reuniram para um convite de se apresentarem juntamente com Gilliard e o grupo Os Carbonos no programa Conversa com Bial, na Rede Globo de Televisão, dia em que o programa alcançou uma enorme audiência.

## Discografia
- Fontes:[14][15]

### Álbuns de estúdio
| Ano  | Título                | Informações                                          |
| ---- | --------------------- | ---------------------------------------------------- |
| 1977 | The Harmony Cats Show | - Gravadora(s): Som Livre - Formato(s): LP, K7       |
| 1978 | Harmony Cats          | - Gravadora(s): Som Livre - Formato(s): LP, K7 e CD  |
| 1982 | Harmony Cats          | - Gravadora(s): RGE Discos - Formato(s): LP, K7 e CD |
| 1983 | Harmony Cats          | - Gravadora(s): RGE Discos - Formato(s): LP, K7 e CD |
| 1985 | Harmony Cats          | - Gravadora(s): RGE Discos - Formato(s): LP, K7 e CD |

### Compactos simples
| Ano  | Compacto                                                             | Detalhes do Compacto                       |
| ---- | -------------------------------------------------------------------- | ------------------------------------------ |
| 1976 | "Success Sound" / "Harmony Cats' Theme"                              | - Gravadora(s): Young - Formato(s): LP     |
| 1977 | "Let's Spend the Night Singin' Together" / "Os Bons Tempos Voltaram" | - Gravadora(s): RGE - Formato(s): LP       |
| 1978 | "Every Night Fever"                                                  | - Gravadora(s): RGE - Formato(s): LP       |
| 1978 | "El Ultimo Tren de Los 60" / "Cantando Y Soñando" (Medley)           | - Gravadora(s): Movieplay - Formato(s): LP |
| 1978 | "Hey Baby" / "Dancin' Days Medley"                                   | - Gravadora(s): Young - Formato(s): LP     |
| 1979 | "Tem Dinheiro Nisso" / "Seja Como Nós (De Pé No Chão)"               | - Gravadora(s): Young - Formato(s): LP     |
| 1980 | "Margarida (Felicidade)" / "Mágica..."                               | - Gravadora(s): RGE - Formato(s): LP       |
| 1980 | "Mamma" / "La Chica"                                                 | - Gravadora(s): RGE - Formato(s): LP       |
| 1983 | "Estrela Amiga" / "Eu Amo Amar Você"                                 | - Gravadora(s): RGE - Formato(s): LP       |
| 1984 | "40 Graus" / "Amor de Computador"                                    | - Gravadora(s): RGE - Formato(s): LP       |
| 1984 | "Feche a Porta Outra Vez" / "De Noite"                               | - Gravadora(s): RGE - Formato(s): LP       |
| 1985 | "As Vozes da Minha Cidade"                                           | - Gravadora(s): RGE - Formato(s): LP       |

### Outros álbuns
- "Cangaceiro"/"Tristeza" (1976) Young Compacto simples (Bandits of Love)
- Bandits of Love (1976) RGE LP
- Hits Again (1999) CD
  - CD1 - "Every Night Fever Night Fever" - "You Should Be Dancin" - "Nights on Broadway"
  - CD2 - "Deixa" - Bandits of Love

## Trilhas sonoras
- Duas Vidas (1976) - Tema de Abertura em versão instrumental da música Deixa (Bandits of Love)
- Dancin' Days (1978)- DANCIN' DAYS MEDLEY (Night Fever, Stayin' Alive, You Should Be Dancin', Nights On Broadway, Jive Talking, Lonely Days Lonely Nights, If I Can't Have You, Every Night Fever)
- Pecado Rasgado (1978) - TV Globo - "Hey Baby" (Tema de Aninha)
- Dinheiro Vivo (1979) - TV Tupi - Tema de abertura "Tem Dinheiro Nisso"
- Conflito (1982) - SBT - " A Terra do Faz-de-Conta"
- Chispita (1984) - SBT - "Amigo é"